# MS Queen Anne
El MS Queen Anne es un crucero de la clase Pinnacle propiedad de la naviera británica Cunard Line. 

## Historia
En 2017, Cunard anunció el pedido del cuarto barco de su flota actual y el barco número 249 de su historia. Inicialmente se anunció que el nuevo barco se basaría en el MS Koningsdam, barco de la clase Pinnacle de Holland America Line. Con un tonelaje bruto de 113.000 y con una capacidad de 3.000 pasajeros.
En junio de 2019, Cunard anunciaría el equipo de diseño de los espacios públicos del barco. El corte de acero comenzaría en el astillero Castellammare di Stabia de Fincantieri el 11 de octubre de 2019. La sección delantera se transfirió a Marghera en agosto de 2022 para su finalización.
Inicialmente se especulaba si el nombre del barco continuaría con la práctica de Cunard de nombrarlos en honor a reinas o volvería a su convención de nomenclatura del siglo XX de nombrar sus barcos en honor a provincias romanas, como los barcos anteriores de Cunard RMS Aquitania y RMS Mauretania. En febrero de 2022, Cunard anunció que el barco se llamaría Queen Anne (en honor a Ana de Gran Bretaña, Reina desde 1702-1714). El viaje inaugural del barco se realizó el 3 de mayo de 2024 con un crucero hacia Lisboa, Portugal.